# 台灣蘇府千歲廟列表
以下列出臺澎金馬的蘇府千歲（蘇府王爺）宮廟，並依照信仰源流進行分類：

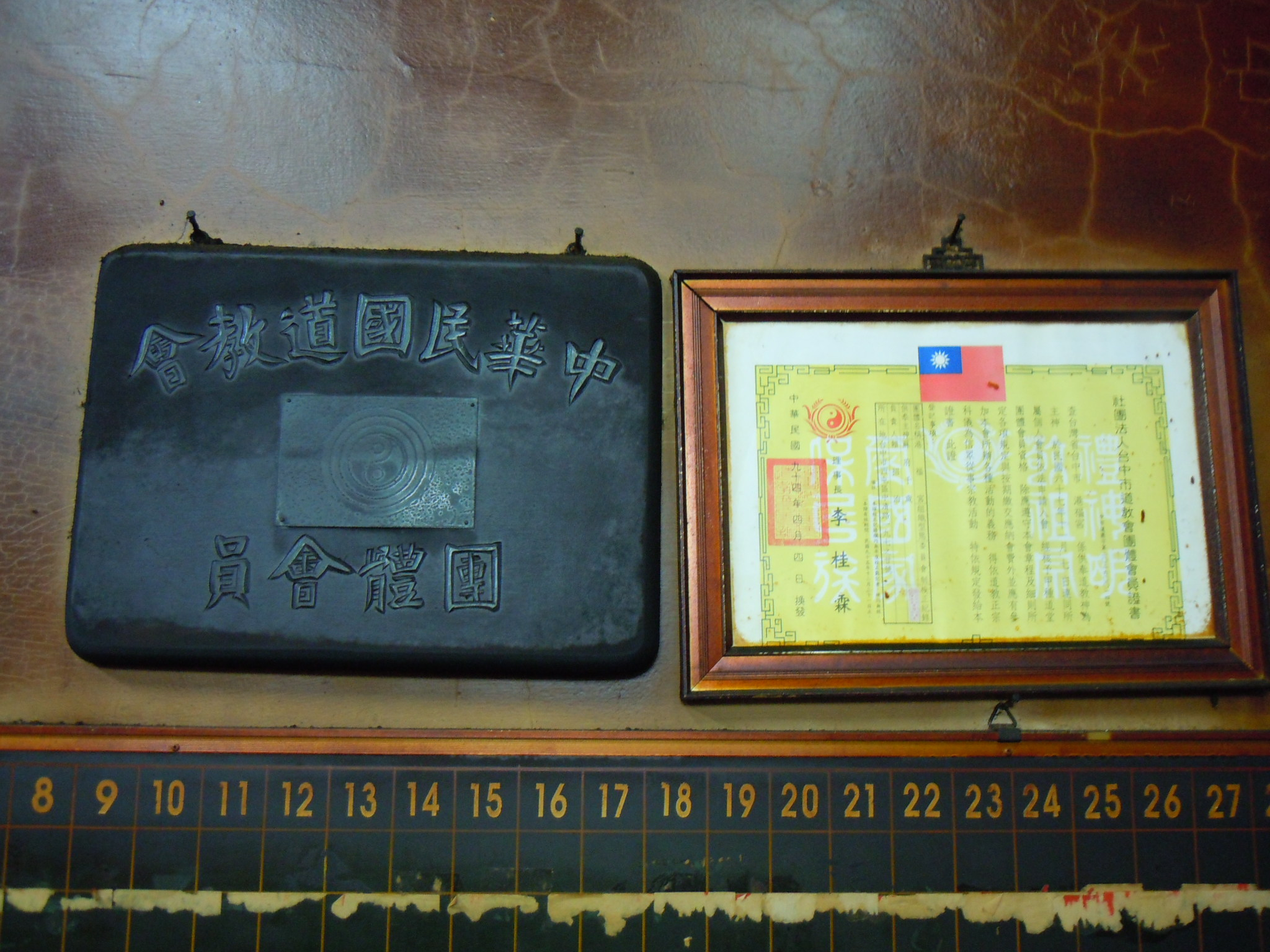
台中港福宮－道教會團體會員證

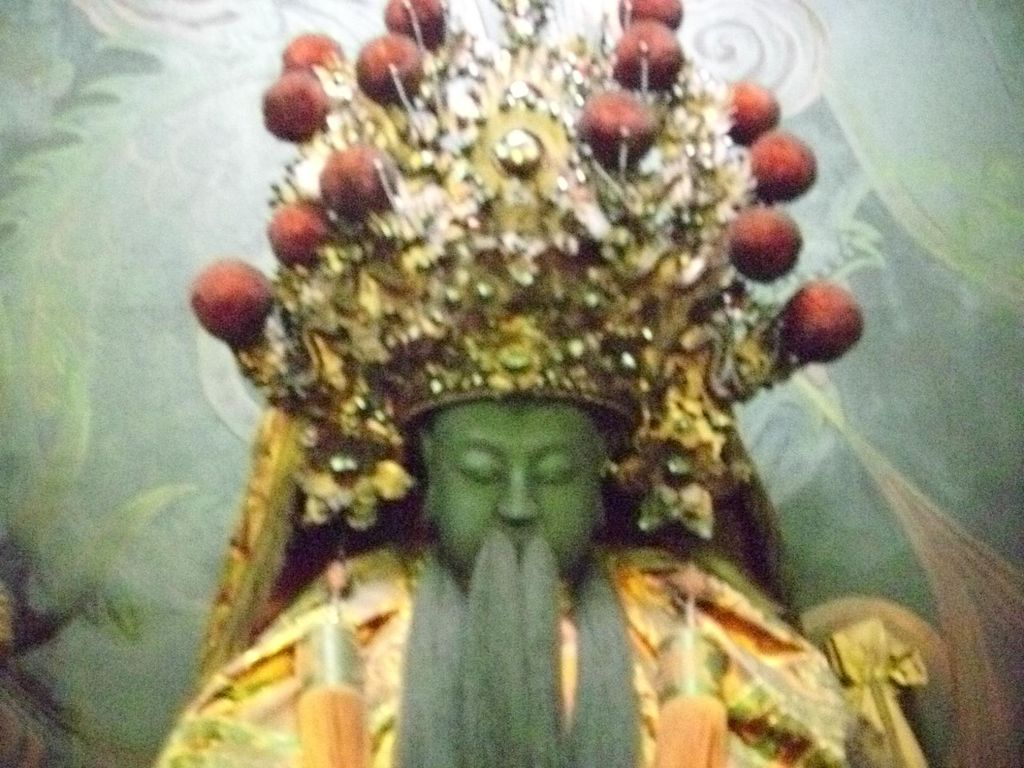
臺中市西屯區港尾里港福宮－主祀蘇府千歲。

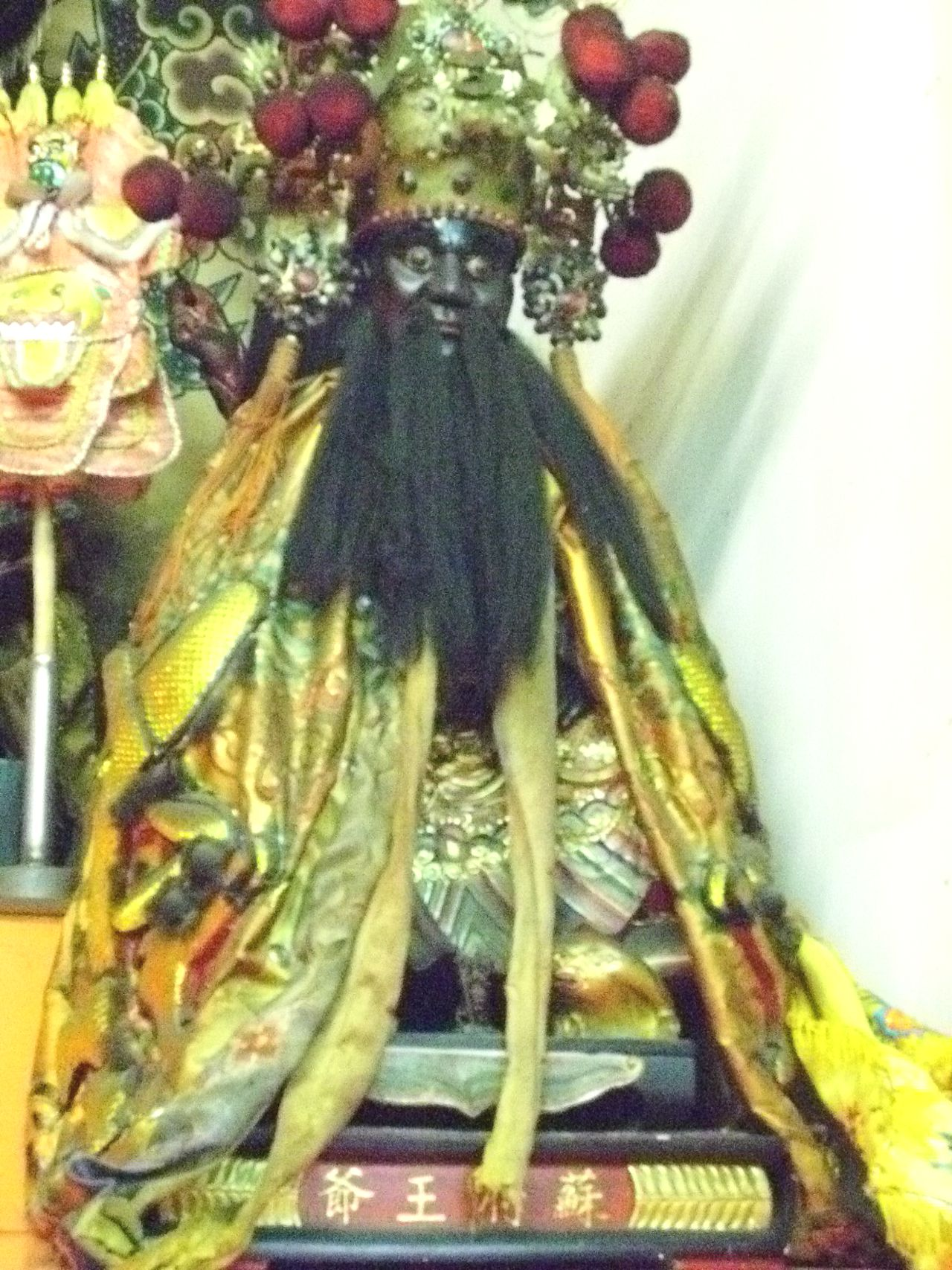
港尾太子宮-蘇府王爺。

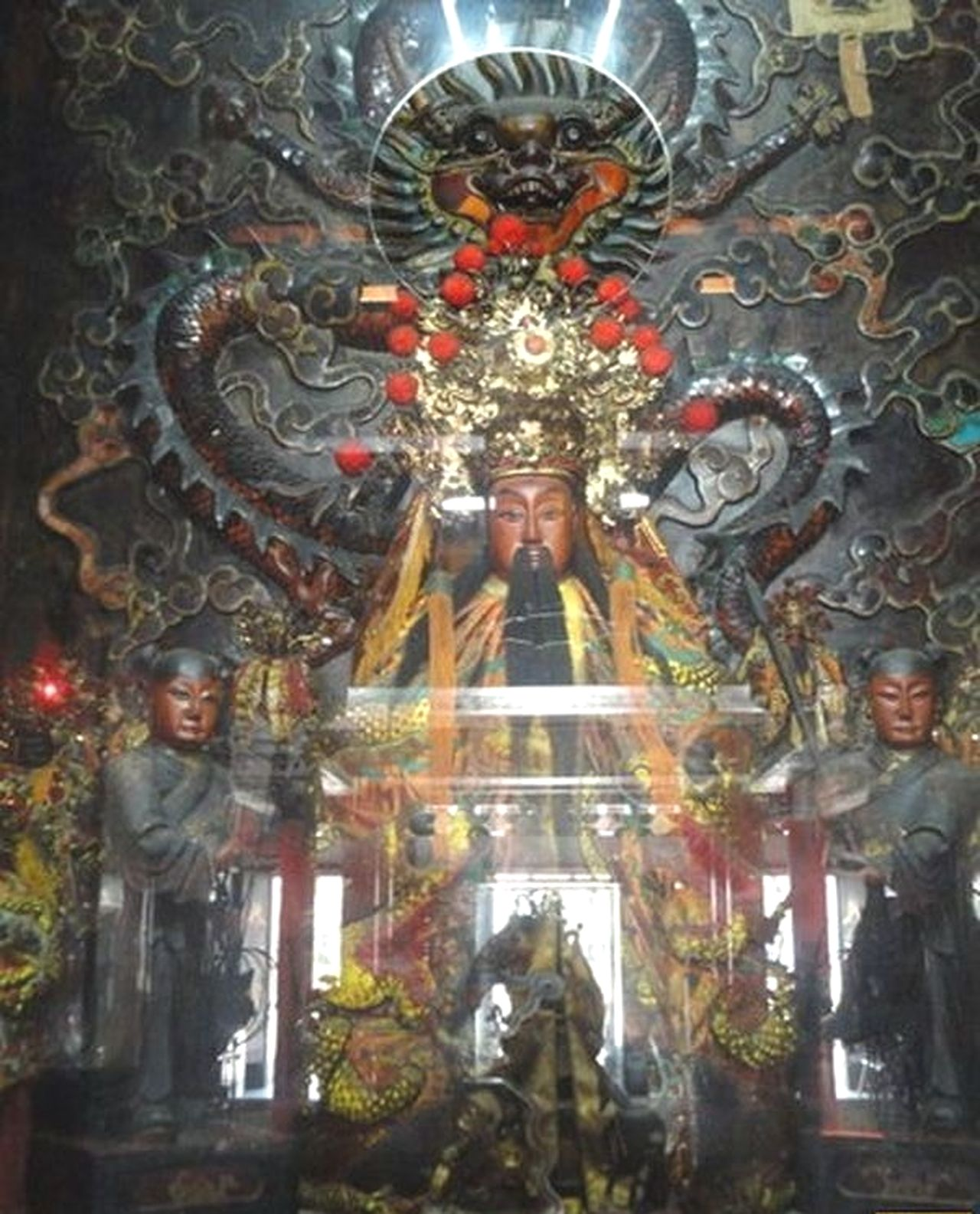
雲林縣褒忠泰安宮－蘇府千歲。

## 金門新頭伍德宮蘇邱梁秦蔡五府王爺系統
此系統以金門新頭伍德宮作為祖廟，主神為輔助唐朝牧馬侯陳淵開墾福建金門的參謀蘇永盛將軍，常與其結義兄弟邱王爺、梁王爺、秦王爺、蔡王爺一同奉祀，其信仰隨著福建泉州府同安縣金門軍民的遷移拓展至台灣及東南亞各地。

### 主祀
- 金門縣金湖鎮新頭伍德宮－祖廟
- 金門縣金湖鎮林兜伍德宮
- 台北市萬華區艋舺金門館
- 新竹市北區水田乾德宮－由源自金門的鄭用錫家族於中進士回鄉祭祖後迎請而來。[1]
- 苗栗縣後龍鎮東明里五德宮－由金門金湖林兜呂枝於清咸豐三年（西元1853年）移民時，從呂氏家廟奉請來台，並擔任首任乩童。[2][3]
- 彰化縣鹿港鎮金門館
- 彰化縣鹿港鎮牛墟頭景靈宮－清道光九年由金門李海泉迎請來台，主祀蘇府三王爺，聖誕為農曆四月十二日。[4]
- 臺南市安平區囝仔宮社伍德宮
- 臺南市安平區海頭社金門館伍德宮
- 金門縣金城鎮鳳翔新村宏德宮－主祀蘇府三千歲梁府王爺，亦同奉大王蘇府王爺及二王邱府王爺。

### 同祀
- 新竹市北區樹林頭境福宮－以藍面紅鬚之邱王爺為主，其他四位王爺為輔。

### 可能奉祀同系統王爺之廟宇
- 苗栗縣通霄鎮白沙屯天德宮－主祀蘇邱梁秦蔡五府王爺
- 苗栗縣後龍鎮烏眉福寧宮－同祀蘇邱梁秦蔡五府王爺

### 海外
- 馬來西亞雪蘭莪州吧生港口金浯嶼會館伍德宮-1937年，原籍金門新頭村的陳德地，迎來了蘇府王爺，六姓府王爺。

## 鹿港奉天宮蘇府大二三王爺系統
此系統以奉天宮作為祖廟，主神為玉皇大帝駕前主理判事。相傳康熙二十三年（西元1684年）鹿港漁夫鄭和尚於捕魚時撈獲一塊奇木，經拋棄數次後仍隨漁夫靠岸，於是漁夫將其帶至家中，後神靈採鄭和尚為乩指示其身分、表明欲與兩位結拜兄弟在鹿港保佑民眾，於是眾人延請泉州雕刻師將該奇木雕成三尊神像在鹿港北頭地區輪祀，並於民國五十一年（西元1962年）建廟，民國五十七年（西元1968年）竣工，於中國、台灣皆有分靈廟

### 主祀
- 彰化縣鹿港鎮奉天宮－祖廟
- 新北市三重區清海宮－民國三十九年（西元1950年）分香，民國五十八年（西元1969年）年建廟[6]
- 苗栗縣竹南鎮竹圍仔保興宮－昭和十二年（西元1937年）創建，以四月十二日為神明聖誕日。[7][8]
- 苗栗縣竹南鎮社寮社興宮－主祀蘇李池三府王爺，約於清領時期分靈，神像為肉色面容留五步鬚，左手持筆右手持書冊。[9]
- 臺中市西區應天宮－民國五十八年（西元1969年）祖廟出巡至台中市順天宮時指示建廟，民國六十五年（西元1976年）完工。[10]
- 臺中市西區上天宮[11]
- 臺中市梧棲區萬興宮－咸豐二年（西元1852年）創建，主祀蘇府二千歲。[12][13]
- 彰化縣彰化市集義宮－原為清光緒年間成立的集義春神明會，民國四十年（西元1951年）建廟[14]
- 彰化縣溪湖鎮湖東里蘇天宮－主祀蘇府二千歲，以四月十二日為神明聖誕日。[15]
- 彰化縣田尾鄉天乙宮[16]
- 彰化縣田尾鄉順安宮－民國六十一年（西元1972年）蘇王於現址王家行乩，民國七十五年（西元1986年）建廟[17]
- 南投縣埔里鎮順隆堂－民國三十五年（西元1946年）由施火木迎請至家中，同年建廟。[18]
- 南投縣名間鄉頂廓順安府－清道光十一年（西元1831年）蘇府大王爺巡狩至該地，留下令牌一面供信眾參拜，民國六十四年（西元1975年）以新建社區活動中心為廟殿。
- 南投縣名間鄉虎仔坑福順宮－清道光十一年（西元1831年）蘇府大王爺巡狩至該地，留下令牌一面供信眾參拜，後建廟。
- 雲林縣莿桐鄉義和村（番仔庄）奉義宮[19]
- 雲林縣元長鄉五塊厝聖奉宮－主祀蘇府二千歲。民國三十四年（西元1945年）蘇王出巡至此，採吳仁德為乩童，民國三十七年（西元1948年）由吳對於現址設壇。[20]

### 同祀
- 彰化縣和美鎮犁盛里高香宮－民國五十七年（西元1968年）由本庄蚵販葉鐘發至祖廟分靈，民國六十一年（西元1971年）採葉金山為乩童。[21]

## 待分類或其他源流

### 主祀
- 基隆市暖暖區八堵威德廟－主祀蘇、溫、蔡三府王爺
- 新北市深坑區慈聖宮－主祀蘇府大二三王爺，聖誕為農曆四月十二日，會到鹿港奉天宮進香，此外廟中亦奉祀金門伍德宮蘇邱梁秦蔡五位王爺。[22]
- 新北市深坑區萬福玄清宮－來自福建漳州白沙坊文德宮，聖誕為農曆四月十二日。
- 新北市瑞芳區四腳亭九玄宮
- 新北市萬里區雙和宮－聖誕為農曆四月十六日
- 新北市三重區慈惠宮
- 新北市淡水區忠義宮
- 臺北市大同區合昌宮－非鹿港奉天宮分靈，但是會去進香[23]
- 台北市北投區鎮安宮－主祀蘇、池、李三府千歲，其中蘇王是明鄭時期由楊、吳、謝三姓人士從中國廣東省迎請來臺，[24]聖誕為農曆四月十七日。
- 臺中市豐原區法誠壇-主祀蘇府三王爺 聖誕為農曆十一月十七日
- 臺中市中區景聖宮
- 臺中市西屯區港尾里港福宮[25]
- 臺中市西屯區港尾里勝玄宮
- 臺中市后里區安興宮
- 臺中市石岡區應興宮
- 臺中市東勢區埤頭山鎮順宮
- 臺中市大雅區勝興宮
- 臺中市大肚區磺溪里福興宮
- 臺中市沙鹿區鹿寮巡安宮－主祀蘇府大二三千歲，大王二王於康熙時期由陳氏居民從泉州安溪迎請來台，三王則為民國七十三年（1984年）建廟時從信徒家中迎請入廟。該廟大王之聖誕為農曆四月十二日，二王之聖誕為農曆正月二十二日，三王之聖誕為農曆九月初二日。[26]該廟曾前往鹿港奉天宮進香。
- 臺中市清水區高美奉安宮－主祀蘇府二王，信仰來自中國原鄉，[27]不過曾由二王指示前往鹿港奉天宮進香，2014年起由三王乩身指示往台南安平囝仔宮社伍德宮進香。[28]
- 臺中市清水區鰲峰保安宮
- 臺中市大安區安田鎮安宮
- 彰化縣彰化市西門西安宮－主祀蘇、高、薛三府王爺，其中蘇府王爺聖誕為農曆四月十二日，廟前巷因該廟主神故名為蘇高薛巷。
- 彰化縣芬園鄉貓羅坑天德宮－主祀蘇府大二三王爺千歲，聖誕為農曆四月十二日，是由村內陳、李姓先民於清乾隆年間從泉州府同安縣金門移民時一同奉請來台。[29]
- 彰化縣秀水鄉華龍宮
- 彰化縣秀水鄉聖靈宮
- 彰化縣竹塘鄉廣福宮
- 彰化縣溪州鄉復興宮－主祀蘇府大二三千歲，最初是由黃姓先民於清順治年間自福建江夏縣內開元寺迎請大王來台奉祀，後於雍正二年（1724年）重建時增祀二王及三王，[30]聖誕為農曆四月初十。
- 彰化縣和美鎮嘉安宮
- 彰化縣和美鎮聯興宮－清乾隆年間由先民黃丁蘭從漳州府龍溪縣東石鄉迎請來台，[31]聖誕為農曆四月十二日。
- 彰化縣二林鎮永興宮
- 彰化縣二林鎮南千宮
- 彰化縣田中鎮昭天宮
- 彰化縣北斗鎮保安館
- 彰化縣埤頭鄉新庄子濟安宮
- 彰化縣鹿港鎮泊仔寮洽義堂
- 彰化縣鹿港鎮澎湖厝裕安宮
- 彰化縣溪湖鎮大庭明聖宮
- 南投縣名間鄉霧霜通天宮
- 南投縣埔里鎮景靈宮
- 雲林縣二崙鄉大北園大安宮－清康熙五十八年（1719年）時，由福建漳州府漳平縣溪口鄉信士迎請蘇大王、二王、軍師朱王來台開墾，[32]主神聖誕為農曆四月初九日。
- 雲林縣土庫鎮馬光鎮天宮
- 雲林縣褒忠鄉大廍順天宮
- 雲林縣褒忠鄉六塊寮泰安宮－主神據稱為蘇秦，祖廟在汕頭，約於清康熙二十二年（1683年）分靈來台。[33]
- 嘉義縣六腳鄉蘇厝寮朝安宮－主祀蘇府大二三王爺，由蘇家第十五世祖蘇白公於清康熙四十四年（1705年）迎請來台，[34]聖誕為農曆四月十二日。
- 臺南市東區東門伍德堂
- 臺南市南區下林碧龍宮－該廟之蘇府千歲與其結義兄弟程府千歲、韓府千歲、趙府千歲、金府千歲並稱南京五府千歲，其中蘇府千歲聖誕為農曆八月初八。
- 臺南市關廟區景安宮
- 臺南市後壁區隴西府
- 高雄市彌陀區過港樂善宮－該廟之蘇王為粉面無鬚，左手扶腰帶，右手平按膝上。
- 高雄市茄萣區玉敕南天府六聖宮
- 屏東縣東港鎮鎮海宮
- 臺東縣台東市顺天宫
- 澎湖縣馬公市南甲海靈殿
- 金門縣金湖鎮西埔妙香寺

### 同祀
- 桃園市新屋區蚵殼港福興宮－由福建省泉州府後府尾鱟口飄來王船上護駕七府王爺之一。[35]
- 桃園市新屋區蚵殼港昭靈宮－因福興宮重建爭議而由該廟分靈七府王爺之一[36]，聖誕為農曆四月十二日。
- 苗栗縣通霄鎮白沙屯東龍宮－聖誕為農曆四月十二日。
- 苗栗縣竹南鎮山寮龍山宮－神像為紅面留五步鬚，聖誕為農曆四月十二日。
- 苗栗縣後龍鎮外埔合興宮－為清同治八年（1869年）自泉州府晉江縣石頭街文興廟漂來王船上七府王爺之一。[37]
- 苗栗縣後龍鎮外埔吉興宮
- 苗栗縣後龍鎮龍港五福宮
- 臺中市西屯區港尾太子宮
- 臺中市梧棲區祥芝斗美宮－聖誕為農曆四月十二日。[38]
- 臺中市大肚區王田天和宮－同祀青面花臉蘇府三王爺，村民暱稱「賊仔王爺」，聖誕為農曆八月十三日。[39]
- 臺中市清水區十二甲三順壇－聖誕為農曆四月十二日。
- 臺中市大安區東勢尾永安宮－主祀秦、蘇、李三府王爺，來自靠岸王船。[40]
- 彰化縣鹿港鎮海埔厝慶安宮－聖誕為農曆四月十二日。
- 彰化縣溪湖鎮奉天宮慈惠堂－為該廟五府千歲（李、邢、薛、朱、蘇）之一，粉面無鬚，聖誕為農曆四月十二日。[41]
- 彰化縣花壇鄉福延宮
- 彰化縣埤頭鄉芙朝金安宮－奉祀蘇府大王
- 彰化縣埤頭鄉大湖厝仁德宮
- 彰化縣埔鹽鄉大有慈賢宮
- 彰化縣埔鹽鄉永樂村牛埔厝慶安宮－為該廟主祀三位千歲（蘇、刑、清）之一，黑面有鬚，聖誕為農曆四月十二日。
- 南投縣名間鄉萬丹順天宮－為該廟同祀三位千歲（池、蘇、林）之一。
- 雲林縣麥寮鄉霄仁厝福興宮－為該廟主祀五府千歲（李、蕭公法主、蘇、徐、吳）之一。
- 雲林縣台西鄉五條港聚福宮－－為該廟主祀五府千歲（薛、盧、邢、蘇、狄）之一。[42]
- 嘉義縣朴子市朴子天公壇－聖誕為農曆十月十四日。
- 嘉義縣東石鄉副瀨富安宮－聖誕為農曆十月十日。
- 臺南市中西區神興宮－奉祀原松仔腳港保興宮同祀蘇、朱、邢三府千歲，來自光緒年間之王船。[43]
- 臺南市安平區海頭社金龍殿－奉祀老澳蘇府千歲、蘇府三王（聖誕農曆五月十六日）。
- 臺南市安平區港仔尾社靈濟殿－奉祀蘇府二千歲，神像為紅面留五步鬚，左手壓指訣按膝，雙腳踩金獅，聖誕為農曆四月二十一日。
- 臺南市安平區王城西社西㡣殿－為該廟三府千歲（蒼、蘇、嘉）之一。
- 屏東縣東港鎮下廍建安宮
- 澎湖縣馬公市嵵裡水仙宮－供奉於正殿龍側[44]
- 金門縣金沙鎮陽翟會山寺
- 金門縣金沙鎮沙美萬安堂－奉祀蘇碧雲王爺[45]